# Lessingia
Lessingia es un género de plantas con flores perteneciente a la familia Asteraceae. Comprende 32 especies descritas y solo 10 aceptadas.
Son nativas de América del Norte occidental. Algunas especies son endémicas de California. Son generalmente bellas en apariencia con flores de color blanco, amarillo y morado.

## Taxonomía
El género fue descrito por Adelbert von Chamisso y publicado en Linnaea 4(2): 203–204, pl. 2, f. 2. 1829. La especie tipo es: Lessingia germanorum Cham. 

## Especies seleccionadas
A continuación se brinda un listado de las especies del género Lessingia aceptadas hasta junio de 2011, ordenadas alfabéticamente. Para cada una se indica el nombre binomial seguido del autor, abreviado según las convenciones y usos.

## Especies
- Lessingia arachnoidea Greene
- Lessingia germanorum Cham.
- Lessingia hololeuca Greene
- Lessingia leptoclada A.Gray
- Lessingia nana A.Gray
- Lessingia nemaclada Greene
- Lessingia pectinata Greene
- Lessingia ramulosa A.Gray
- Lessingia tenuis (A.Gray) Coville
- Lessingia virgata A.Gray